# 羅花郎
羅 花郎（ナ・ファラン、朝鮮語: 나화랑/羅花郎、1921年1月25日 - 1983年11月17日）は、大韓民国の作曲家。媒体や文献によっては、ラ・ファラン（라화랑/漢字同）という表記も見られる。本貫は昌寧曺氏。本名は曺 昿煥（チョ・グァンファン、조광환/曺曠煥）、別名は卓 素然（タク・ソヨン、탁소연）。『滅共の松明』を作曲したことで知られる。故郷に羅花郎兄弟歌碑があり、胸像が建てられている。